# Delia concorda
Delia concorda är en tvåvingeart som först beskrevs av Huckett 1966.  Delia concorda ingår i släktet Delia och familjen blomsterflugor. Inga underarter finns listade i Catalogue of Life.